# Valstads socken
Valstads socken i Västergötland ingick i Vartofta härad, ingår sedan 1974 i Tidaholms kommun och motsvarar från 2016 Valstads distrikt.
Socknens areal är 21,72 kvadratkilometer varav 21,58 land. År 2000 fanns här 247 invånare.  Kyrkbyn Folkabo/Valstad med sockenkyrkan Valstads kyrka ligger i socknen.

## Administrativ historik
Socknen har medeltida ursprung. 
Vid kommunreformen 1862 övergick socknens ansvar för de kyrkliga frågorna till Valstads församling och för de borgerliga frågorna bildades Valstads landskommun. Landskommunen uppgick 1952 i Dimbo landskommun som upplöstes 1974 då denna del uppgick i Tidaholms kommun. Församlingen utökades 2002.
Den 1 januari 2016 inrättades distriktet Valstad, med samma omfattning som församlingen hade 1999/2000.  
Socknen har tillhört län, fögderier, tingslag och domsagor enligt vad som beskrivs i artikeln Vartofta härad. De indelta soldaterna tillhörde Skaraborgs regemente, Vartofta kompani.

## Geografi
Valstads socken ligger sydväst om Tidaholm kring ån Ösan. Socknen är en kuperad odlingsbygd på östra Falbygden¨i väster och skogsbygd i öster.

## Fornlämningar
Två gånggrifter från stenåldern är funna. Från bronsåldern finns gravrösen och skålgropsförekomster. Från järnåldern finns fem gravfält

## Namnet
Namnet skrevs 1323 Hwalfstadhum och kommer från kyrkbyn. Efterleden innehåller sta(d), 'boplats, ställe'. Förleden kan innehålla hvalf, 'valv' och syfta på en terrängformation.